# Weingut Fitz-Ritter

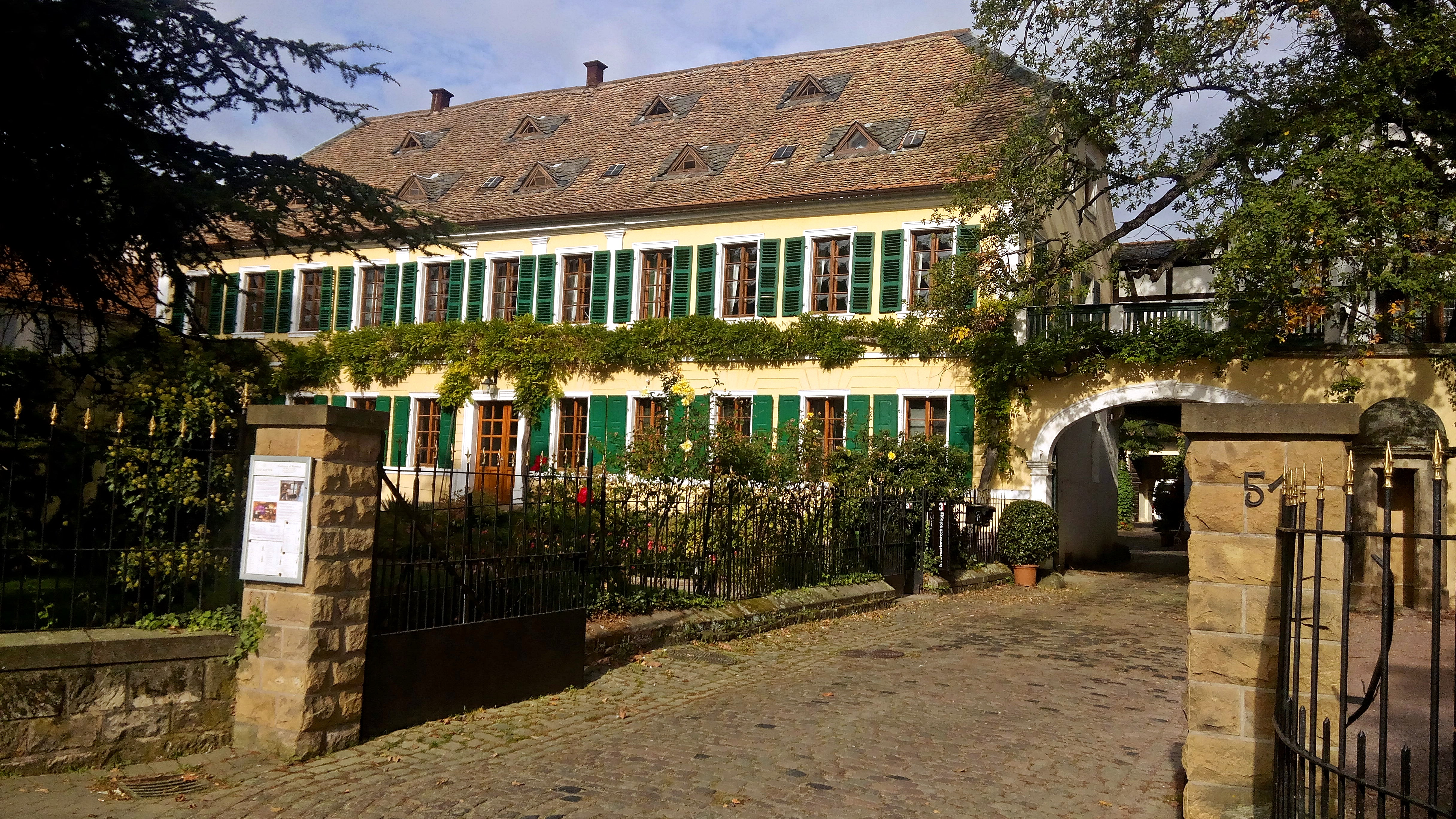
Unternehmenssitz

Das Weingut Fitz-Ritter ist ein in Bad Dürkheim ansässiges Weingut innerhalb des Weinanbaugebiets Pfalz. Es ist Mitglied im Verband Deutscher Prädikatsweingüter. Seine Bauten stehen zudem unter Denkmalschutz.

## Lage
Das Weingut liegt an der Deutschen Weinstraße und besitzt die Adresse Weinstraße Nord 51. Es liegt inmitten der Denkmalzone Gründungskern. Unmittelbar südlich verläuft die Bundesstraße 37.

## Geschichte
Das Weingut wird seit 2007 – mittlerweile in neunter Generation – von Johann Fitz geführt, der ein Nachfahre des Politikers und Weingutsbesitzers Johannes Fitz (1796–1868) ist. In das Unternehmen ist außerdem ein 1837 gegründetes Sektgut integriert.

## Weinlagen
Zu den vom Weingut bewirtschafteten Lagen gehört unter anderem innerhalb der Stadtgrenzen der Abtsfronhof, die Hochbenn, der Fronhof, der Fuchsmantel, der Herrenberg, der Michelsberg, der Spielberg und der Steinberg.

## Architektur
Beim Sitz des Weinguts handelt es sich um ein L-förmiges Wohnhaus mit Krüppelwalmdach. Es diente einst als Geschäftsraum der Dürkheimer Sparkasse, die ein Vorgängerinstitut der Sparkasse Rhein-Haardt darstellte. Die Torfahrt ist mit der Jahreszahl 1785 bezeichnet. Zum Ensemble gehört außerdem ein Wachhäuschen, das mutmaßlich um 1780 entstand und eine Sandsteinpforte mit der Jahreszahl 1786 enthält, das sich einst beim inzwischen abgegangenen Schloss Dürkheim befunden hatte.